# 陈家沟
陈家沟原名常阳村，是中国太极拳发源地，位于河南省焦作市温县赵堡镇。陈家沟人口近3万，南水北调渠穿村而过，位处黄河北岸。
是国家4A级景区，中国第一批非物质文化遗产，国家级文化旅游特色小镇。

## 历史
明洪武年间，山西泽州人陈卜迁至该村，因村中有一条南北走向的深沟，遂陈氏人丁繁衍，村名变更为陈家沟。
2006年8月8日，考古工作者在陈家沟遗址发现厚3至4米的龙山、西周、春秋、战国、汉5个时期的文化堆积层连续叠压，发掘诸多文物保存状况较好，并有少量宋代瓷器和唐宋及清代铜钱。

## 文化
2007年8月，国家武术部门在对社会上多种说法进行进一步的详细考察、论证后，认定温县陈家沟为“中国武术太极拳发源地”
2020年12月17日，联合国教科文组织非物质文化遗产委员会宣布，太极拳成功申遗，被正式收列入《人类非物质文化遗产代表作名录》。

## 景点
陈家沟的景点有太极拳祖祠、太极拳博物馆、东沟创拳处、中华太极馆、陈照丕陵园、杨露禅学拳处、祖林、中华太极文化园、古皂角树、太极拳文化国际交流中心等。

## 举办活动
陈家沟作为太极拳发源地，定期和不定期会举办诸多国内外活动，包括影视拍摄、室内外大型演艺项目等。
1992年9月5日，首届中国陈家沟国际太极拳年会。
2016年2月10日，首届陈家沟村太极拳交流大赛。